# Ricki Osterthun
Ricki Osterthun (Hamburg, 2 mei 1964) is een voormalig Duitse tennisser.

## Enkelspel
In 1985 won hij zijn eerste titel in het enkelspel. Dit gebeurt op het Dutch Open op 't Melkhuisje in Hilversum, waar hij in vijf sets won van Kent Carlsson, die in de halve finale Menno Oosting had verslagen.
In 1987 speelde hij het dubbel in de Davis Cup, maar verloor de partij. In Kitzbühel haalde hij de kwartfinale, in Toulouse de finale. In oktober 1987 kwam hij op de wereldranglijst op de 58ste plaats.
In 1988 speelde hij op de Grand Prix in Stuttgart de tweede ronde tegen Andre Agassi en verloor.
In 1990 won hij in Mexico.

## Dubbelspel
Bij het herendubbel heeft hij drie overwinningen behaald:
- 1987: Athene
- 1988: Toulouse
- 1989: Nice

## Prestatietabel
| Legenda | Legenda                          |
| ------- | -------------------------------- |
| g.t.    | geen toernooi gehouden           |
| l.c.    | lagere categorie                 |
| –       | niet deelgenomen                 |
| G       | uitgeschakeld in de groepsfase   |
| 1R      | uitgeschakeld in de eerste ronde |
| 2R      | uitgeschakeld in de tweede ronde |
| 3R      | uitgeschakeld in de derde ronde  |
| 4R      | uitgeschakeld in de vierde ronde |
| KF      | uitgeschakeld in de kwartfinale  |
| HF      | uitgeschakeld in de halve finale |
| F       | de finale verloren               |
| W       | het toernooi gewonnen            |
| w-v     | winst/verlies-balans             |

### Prestatietabel grand slam, enkelspel
| Toernooi        | 1985 | 1986 | 1987 | 1988 |
| --------------- | ---- | ---- | ---- | ---- |
| Australian Open | 1R   | –    | –    | –    |
| Roland Garros   | –    | 2R   | 4R   | 1R   |
| Wimbledon       | –    | 1R   | 1R   | 1R   |
| US Open         | –    | 1R   | 1R   | 1R   |

### Prestatietabel grand slam, dubbelspel
| Toernooi        | 1987 | 1988 | 1989 | 1990 |
| --------------- | ---- | ---- | ---- | ---- |
| Australian Open | –    | –    | –    | 2R   |
| Roland Garros   | 3R   | 3R   | 2R   | –    |
| Wimbledon       | –    | 1R   | –    | –    |
| US Open         | –    | –    | –    | –    |